# Chen Zhongshi
Pour les articles homonymes, voir Chen.
Dans ce nom chinois, le nom de famille, Chen, précède le nom personnel.
Chen Zhongshi (chinois : 陈忠实 ; chinois traditionnel : 陳忠實 ; pinyin : chén zhōngshí), né en août 1942 à Xi'an (Chine) et mort dans cette ville le 29 avril 2016, est un écrivain chinois.

## Œuvres
- Confiance (信任, xìnrèn)
- Campagne (乡村 / 鄉村, xiāngcūn)
- Premier mois de l'été (初夏, chūxià)
- La petite cour des Kang (康家小院)

### Roman
- 1993 白鹿原, báilùyuán, « La Plaine du cerf blanc », Au pays du cerf blanc (zh)

## Récompenses et distinctions
- 1997 : prix Mao Dun de littérature pour 白鹿原, báilùyuán, « La Plaine du cerf blanc », Au pays du cerf blanc (zh)

## Adaptations de ses œuvres au cinéma
- 2012 : White Deer Plain (Bailuyuan) de Wang Quan'an